# Sydhakar
Sydhakar (Petroicidae) är en fågelfamilj som omfattar 50 arter, uppdelade i 16 släkten. Familjen är endemisk för Australasien, på Nya Guinea med kringliggande områden, i Australien, Nya Zeeland och på ett flertal Stilla havs-öar så långt österut som Samoa. 

## Utseende och ekologi
Merparten av arterna har satta kroppar med stort, rundat huvud, en kort, rak näbb, och rundade vingspetsar. De förekommer i en stor mängd olika skogsbiotoper, från subalpina till tropisk regnskog, och mangroveträsk till halvökenliknande buskmarker. Alla är i första hand insektsätare men en del arter utökar sin kost med frön. De jagar främst genom att sitta still och invänta insekter och sedan göra snabb utfall. En favoritteknik är att klänga fast sidledes på en trädstam och skanna av marken undertill utan att röra sig.
Deras sociala organisering är främst fokuserad på parbildning för längre perioder och mindre familjegrupper. Vissa släkten utövar kooperativ häckning, där alla familjemedlemmar hjälper till med att försvara reviret och mata ungarna.
Bona är skålformade, byggs oftast av honan och placeras ofta i en vertikal grenklyka i ett träd eller buske. Många arter är specialister på att klä utsidan av boet med mossa, lav och bark för att kamouflera redet.

## Systematik
Sydhakarnas släktskap med andra familjer är oklart. Länge placerades merparten av gruppen tillsammans med många andra insektsätande fåglar i den mycket stora familjen flugsnappare (Muscicapidae), innan de senare omplacerades i den egna familjen Petroicidae, eller som en del av familjen visslare (Pachycephalidae). Två av släktena som idag förs till gruppen placerades traditionellt i familjen trastar. De två utdöda arterna i släktet Turnagra vilka var endemiska för Nya Zeeland, har förslagsvis placerats i denna familj, men även i en rad andra. En sentida studie indikerar att den bör placeras i familjen gyllingar.
En sentida genetisk studie kom fram till helt andra slutsatser kring sydhakarna och ett antal av de andra familjerna. Sydhakarna verkar utgöra en distinkt utvecklingslinje med oklart släktskap, och utgör möjligen en tidig utlöpare ur gruppen Passerida som delades upp för 44 miljoner år sedan. Det enda som går att säga med säkerhet utifrån kända fakta är att de med största sannolikhet inte utgör en kärngrupp inom Passerida, men det är inte heller en ursprunglig grupp med sångfåglar.
Detta gör deras systematiska placering hypotetisk men idag brukar de placeras som en basal grupp av Passerida.
Efter genetiska studier har det skett stora taxonomiska förändringar vad gäller släktesindelningen. Taxonomin nedan följer AviList från 2025:
- Släkte Amalocichla - två arter trastsydhakar, har tidigare placerats i familjen trastar
- Släkte Pachycephalopsis – två arter
- Släkte Eugerygone – granatsydhake
- Släkte Petroica – 14 arter
- Släkte Devioeca – kanarieflugskvätta
- Släkte Kempiella – två arter flugskvättor
- Släkte Cryptomicroeca – gulbukig flugskvätta
- Släkte Monachella – forsflugskvätta
- Släkte Microeca – tre arter flugskvättor
- Släkte Drymodes  - tre arter snårsydhakar
- Släkte Heteromyias – tre arter
- Släkte Plesiodryas – svartstrupig sydhake
- Släkte Leucophantes – svarthakad sydhake
- Släkte Poecilodryas – tre arter
- Släkte Eopsaltria – sex arter
- Släkte Melanodryas – sju arter

## Bilder

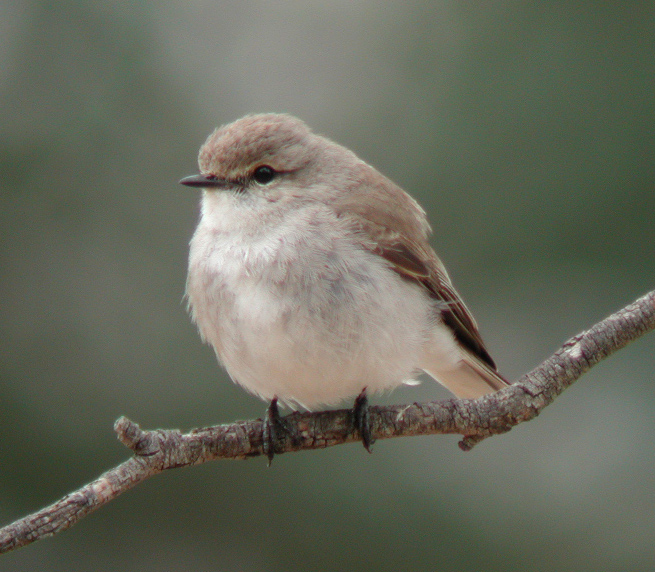
Brun flugskvätta (Microeca fascinans)
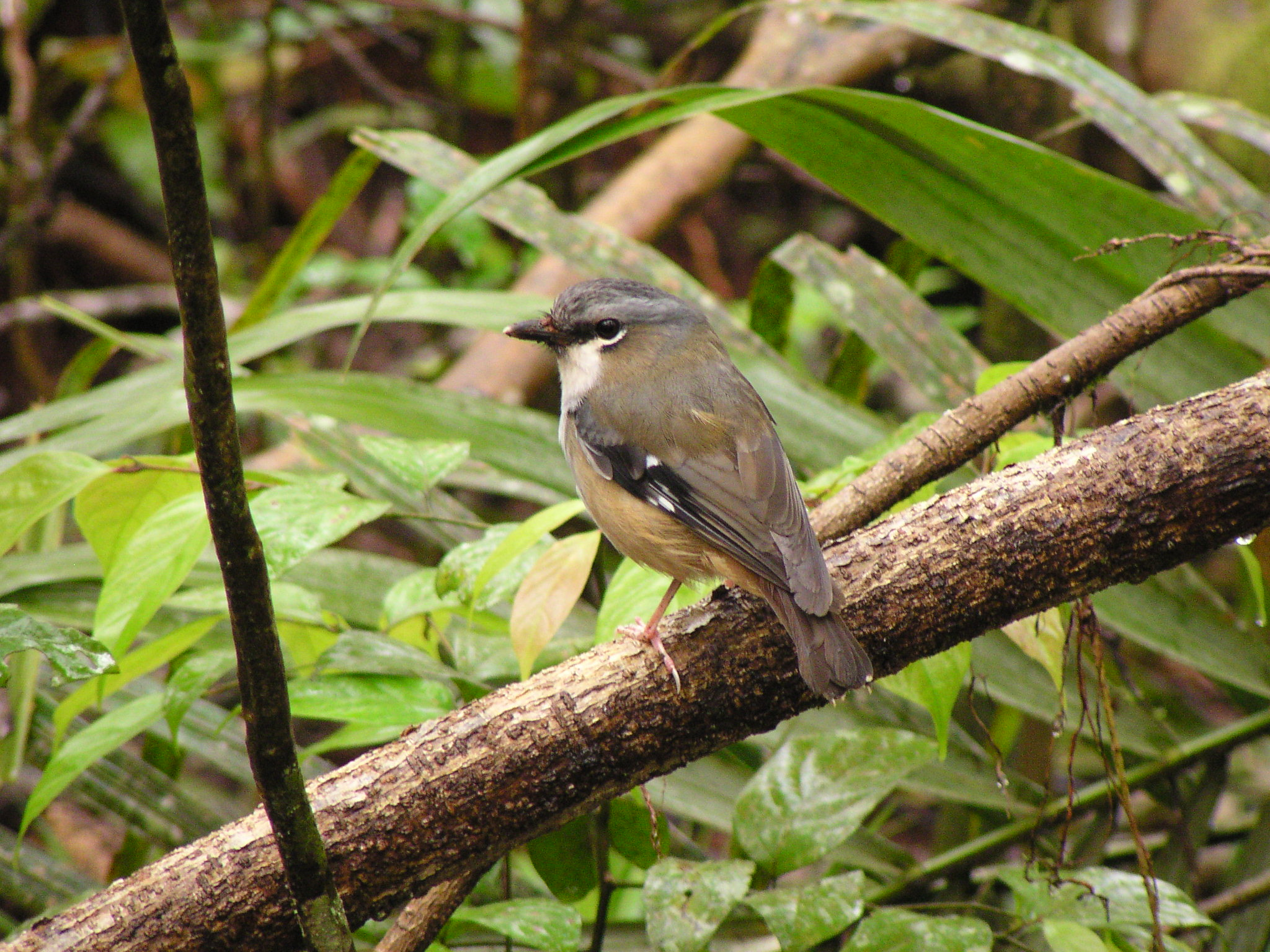
Asksydhake (Heteromyias albispecularis)
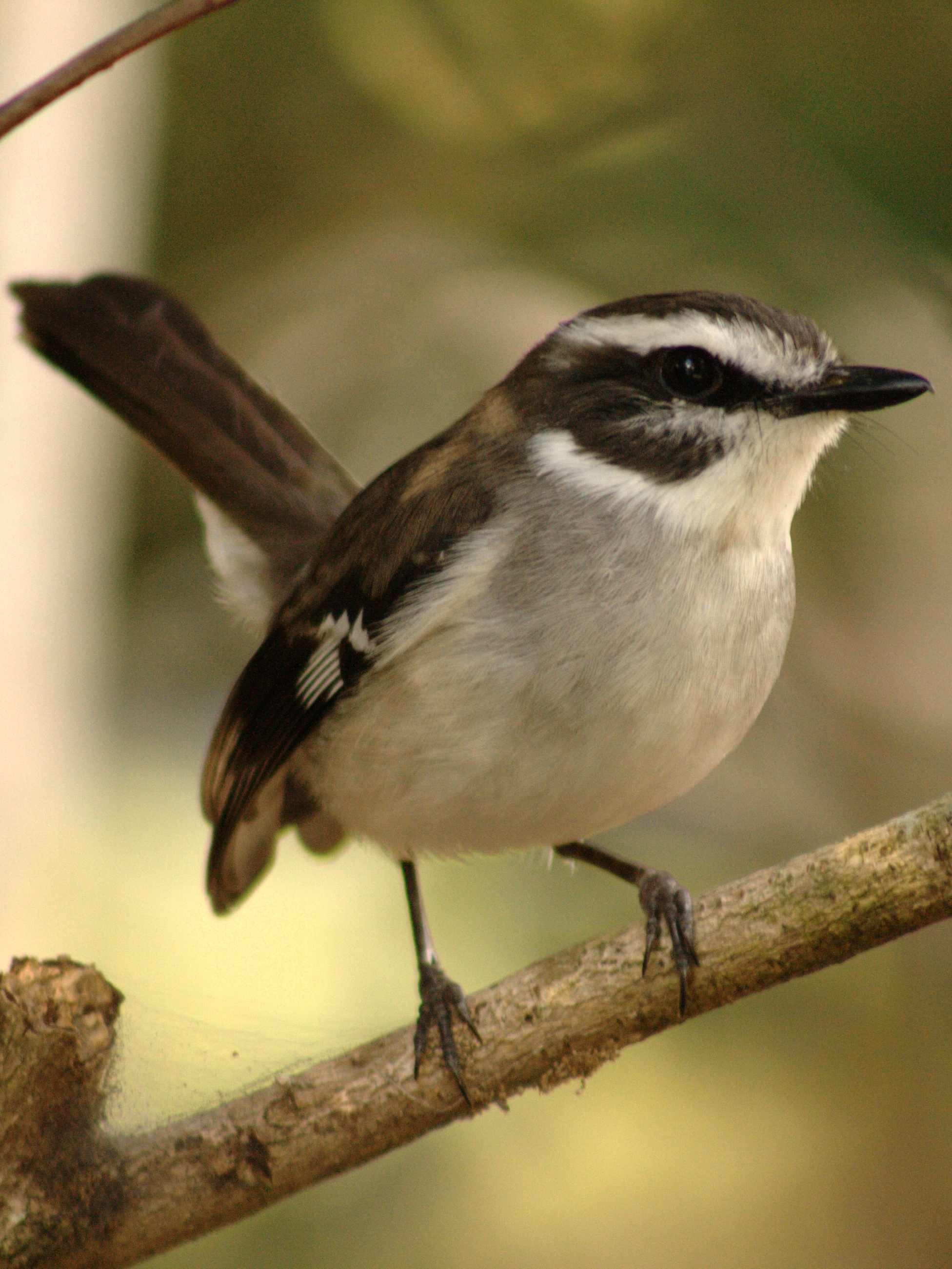
Vitbrynad sydhake (Poecilodryas superciliosa)
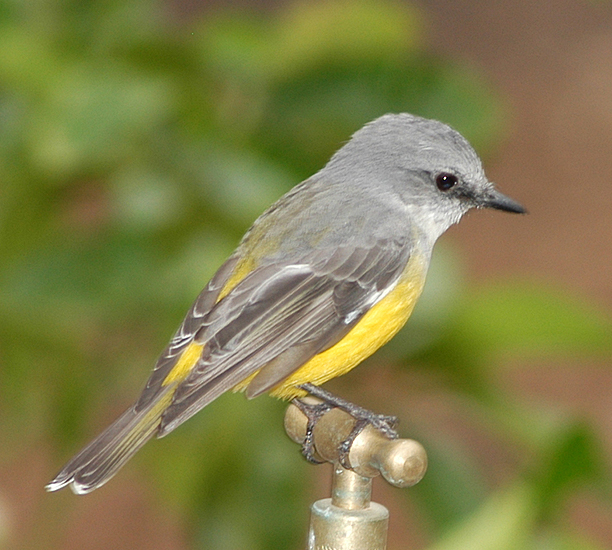
Västlig gulsydhake (Eopsaltria griseogularis)
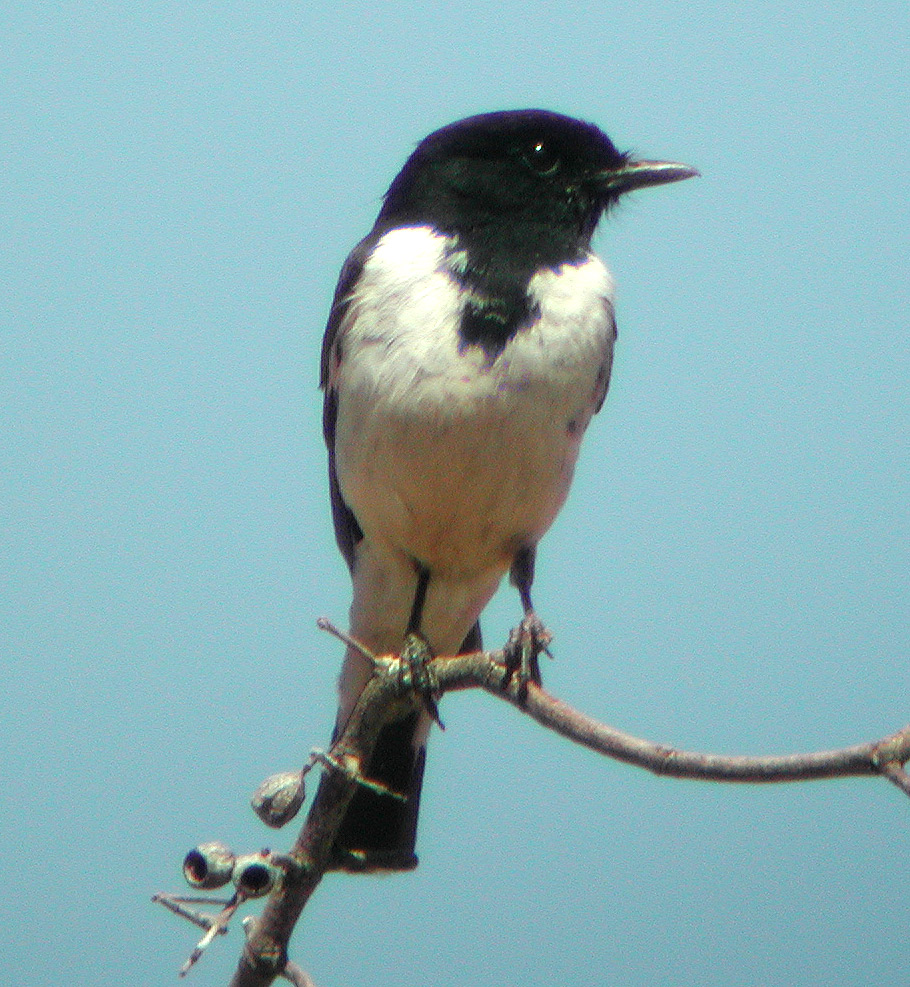
Svarthuvad sydhake (Melanodryas cucullata)
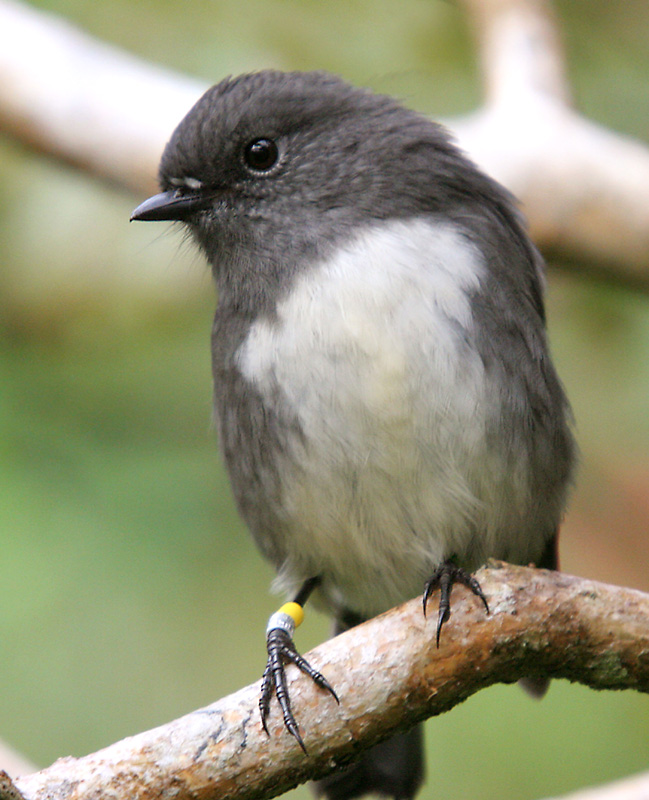
Sydösydhake (Petroica australis)
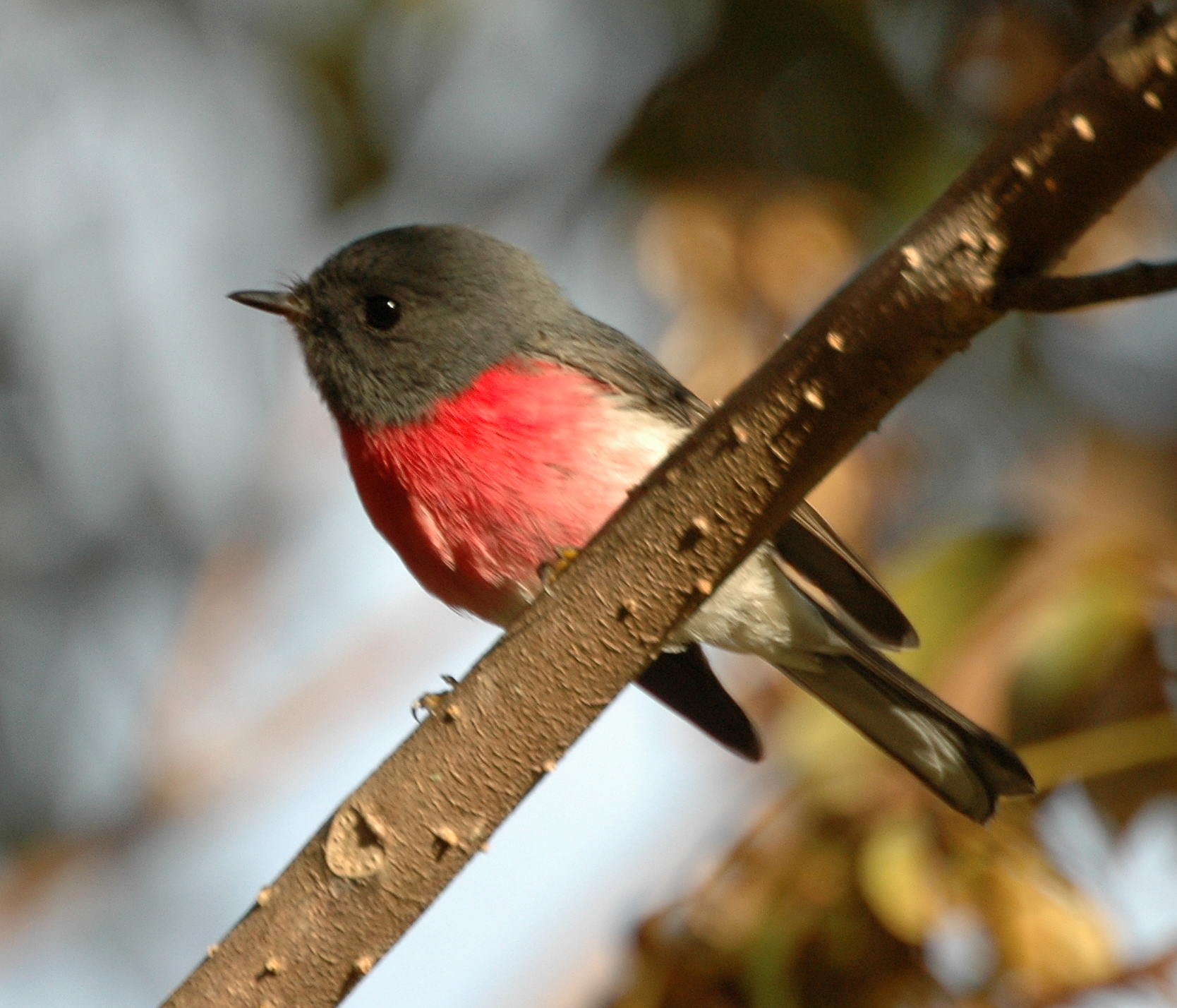
Rosensydhake (Petroica rosea)
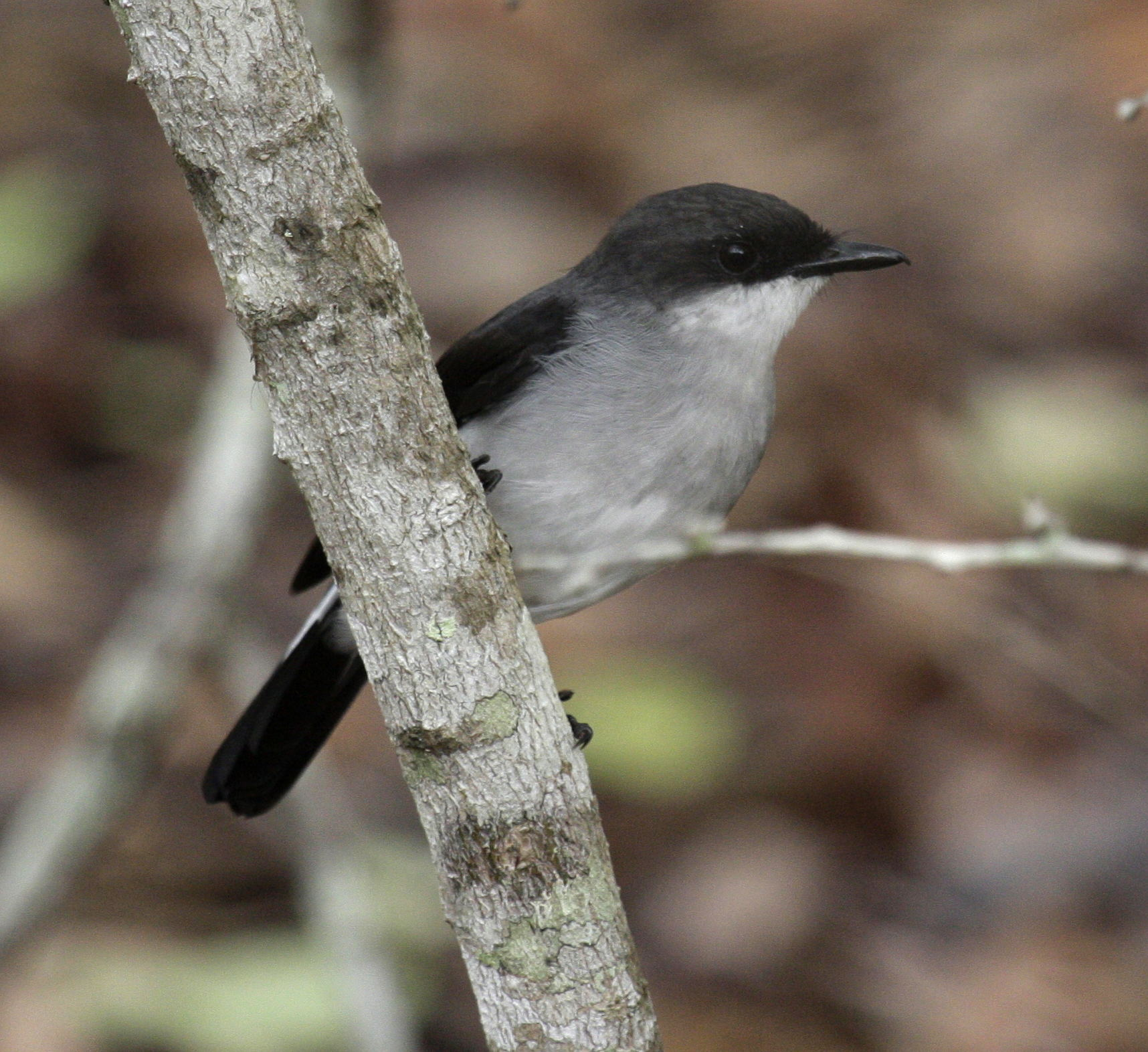
Mangrovesydhake (Peneothello pulverulenta)
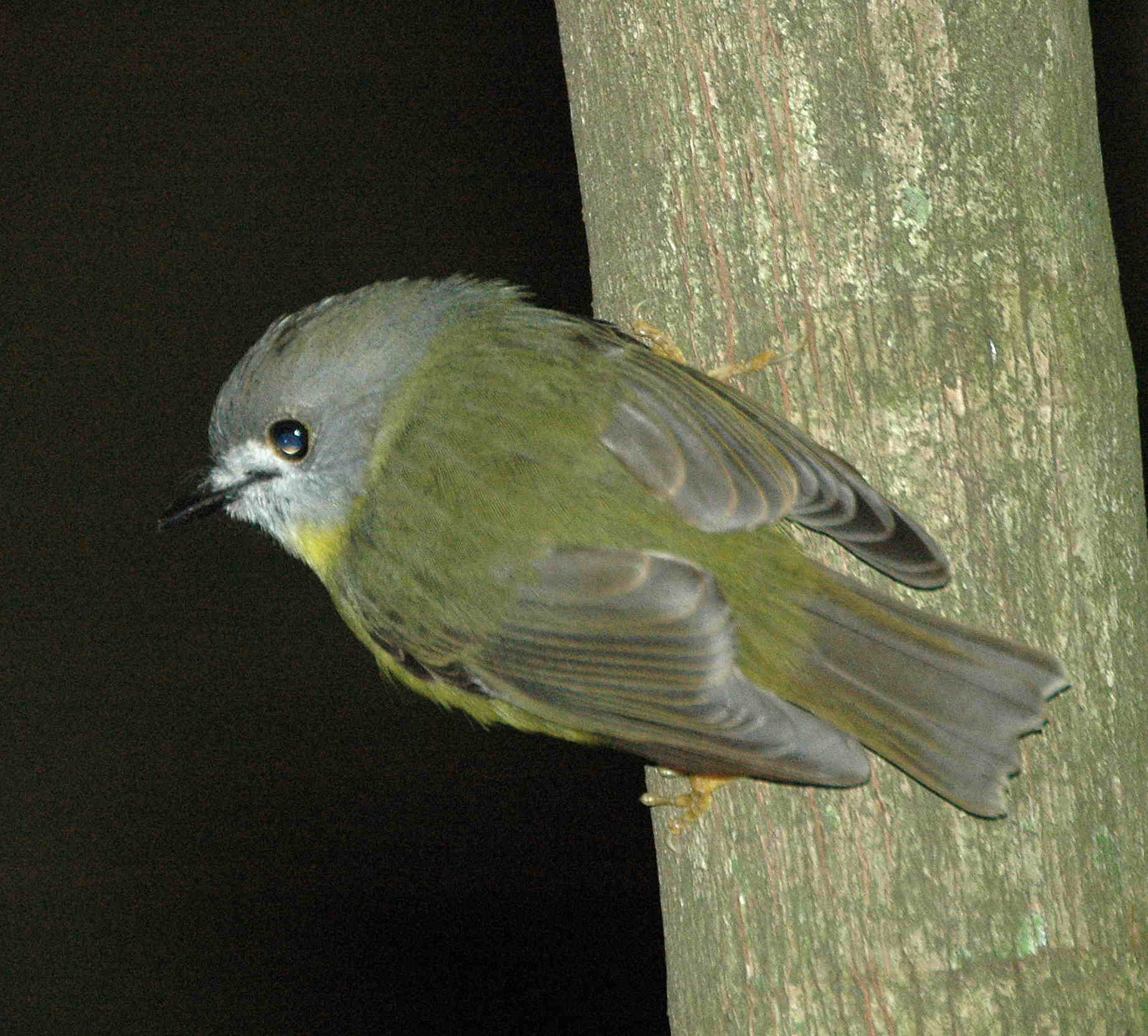
Blekgul sydhake (Tregellasia capito)